# Åstrup (Faaborg-Midtfyn)
Åstrup is een plaats in de Deense regio Zuid-Denemarken, gemeente Faaborg-Midtfyn. De plaats telt 215 inwoners (2020).